# Municipio de Addison (Nebraska)
El municipio de Addison (en inglés: Addison Township) es un municipio ubicado en el condado de Knox en el estado estadounidense de Nebraska. En el año 2010 tenía una población de 138 habitantes y una densidad poblacional de 1,49 personas por km².

## Geografía
El municipio de Addison se encuentra ubicado en las coordenadas 42°44′34″N 97°39′44″O / 42.74278, -97.66222. Según la Oficina del Censo de los Estados Unidos, el municipio tiene una superficie total de 92.63 km², de la cual 92,63 km² corresponden a tierra firme y (0 %) 0 km² es agua.

## Demografía
Según el censo de 2010, había 138 personas residiendo en el municipio de Addison. La densidad de población era de 1,49 hab./km². De los 138 habitantes, el municipio de Addison estaba compuesto por el 95,65 % blancos, el 4,35 % eran amerindios. Del total de la población el 0 % eran hispanos o latinos de cualquier raza.